# Cratere Bello
Bello è un cratere d'impatto presente sulla superficie di Mercurio, a 18,89° di latitudine sud e 120,08° di longitudine ovest. Il suo diametro è pari a 139 km.
Il cratere è stato battezzato dall'Unione Astronomica Internazionale in onore del poeta e critico letterario venezuelano Andrés Bello.